# 弗里多林·馮·森格爾-埃特林
弗里多林·馮·森格爾-埃特林（德語：Fridolin von Senger und Etterlin，1891年9月4日—1963年1月9日），全名森格尔和埃特林騎士及貴族弗里多林·鲁道夫·特奥多尔，是納粹德國第二次世界大戰的一名裝甲兵上將。先後指揮過第17裝甲師和第14裝甲軍，並在蒙特卡西諾戰役中指揮少量兵力給予盟軍巨大的傷亡。

## 生平

### 早年生涯
弗里多林·馮·森格爾-埃特林出生於德國瓦尔茨胡特-廷根羅馬天主教會的一個貴族家庭，受到母親的影響而成了一名天主教徒。森格尔於1910年加入德國陸軍，服役於巴登陆军的砲兵團。之後還因為罗德奖学金而前往英國牛津大學接受教育，攻讀歷史科目，還習得一口流利的法語和英語。之後森格尔以中尉的身份參加了第一次世界大戰。他的弟弟於一戰中陣亡。
一戰結束後，森格尔於1919年12月2日娶了普魯士貴族之女希爾達·瑪格麗特·馮·克拉齊（Hilda Margarethe von Kracht）為妻，之後加入了威瑪共和國的反布爾什維克行動，並繼續服役於威瑪防衛軍，成為10萬陸軍的一員，並一直以中尉軍官的身份在第18騎兵團中服務，上有日後的陸軍元帥马克西米连·冯·魏克斯指揮。在此期間，森格尔培養了馬術的興趣，並在障礙跳躍競賽獲得多場勝利。森格尔之後轉為第3騎兵團的副官，並搬往漢諾瓦。之後他成為陸軍騎兵監督參謀長，並加入反對海因茨·古德里安認為坦克是戰場決勝武器的陣營，支持將騎兵部隊機械化以及組成4個騎兵機械化後的「輕裝師」，森格尔同時也認為步兵才是戰場的決勝主力。而在1938年阿道夫·希特勒給予古德里安裝甲師的雛型—快速反應部隊（schnelle Truppen，以坦克、反坦克、裝甲支援單位和少數騎兵及摩托化步兵組成）的指揮權時，森格尔對其認為「快速反應部隊太過龐大及多樣化，它是一支以舊有兵種創建出來的單位，但步兵仍是步兵⋯⋯整個陸軍要機動化，但步兵與騎兵並未包括在內，這點對它們來說是不幸的。」同時，森格尔也提出若要建構裝甲師該如何配置兵力，他認為一個裝甲師需要包括：
1. 2個步兵團，每個團要有2個營（若改制為3個則會過於龐大）。
2. 1個輔助性裝甲營，並主要以步兵團指揮。
3. 解散機械化騎兵單位，將其裝備配置在更多的機動單位。
4. 在步槍兵單位中裝備更多自動武器
5. 發展輕型步兵戰車，將其裝備支援性武器，作為偵察之用。[5]

1938年，森格尔被任命為第3騎兵團團長，隸屬於第60軍。1939年3月，森格尔晉升為上校。

### 第二次世界大戰
二戰爆發時，森格尔並未參加波蘭戰役，這使他一度以為他即將被迫退休。而當森格尔自其部屬中知道黨衛隊在波蘭的戰爭罪行時，他表示：「我以身為德國人為恥！
」他建議朋友盡量令陸軍遠離此事的發生。在法國戰役中，森格尔指揮「馮·森格尔快速步槍旅」，並作為德國代表的一員參與了法義兩國於1940年簽訂的停戰協議。1941年9月1日，森格尔被晉升為少將，10月時出任騎兵總監。1942年10月10日，森格尔受命指揮在俄國南部的第17裝甲師，並在戰鬥過程中一直待在前線指揮，還參加過解救第6軍團的冬季風暴行動第4裝甲軍團先鋒。1943年5月1日，森格尔晉升為中將，在同年6月他參加了西西里島登陸戰役。1943年8月，他負責指揮駐於撒丁岛和科西嘉島上德軍的撤退，同年10月8日他接管了駐義大利的德國第14裝甲軍，還在同月間獲得德意志十字勳章。1944年1月1日，森格尔晉升為裝甲兵上將。
在蒙特卡西諾戰役期間，森格尔非常成功地防守了古斯塔夫防線，並使他在4月時獲得橡葉騎士鐵十字勳章，而盟軍則一直拖到1944年5月才能予以突破。其中有一場諷刺性戰鬥是，位於卡西諾鎮高地而被盟軍所轟炸的修道院隸屬於本笃会，而森格尔正好是該會的成員。

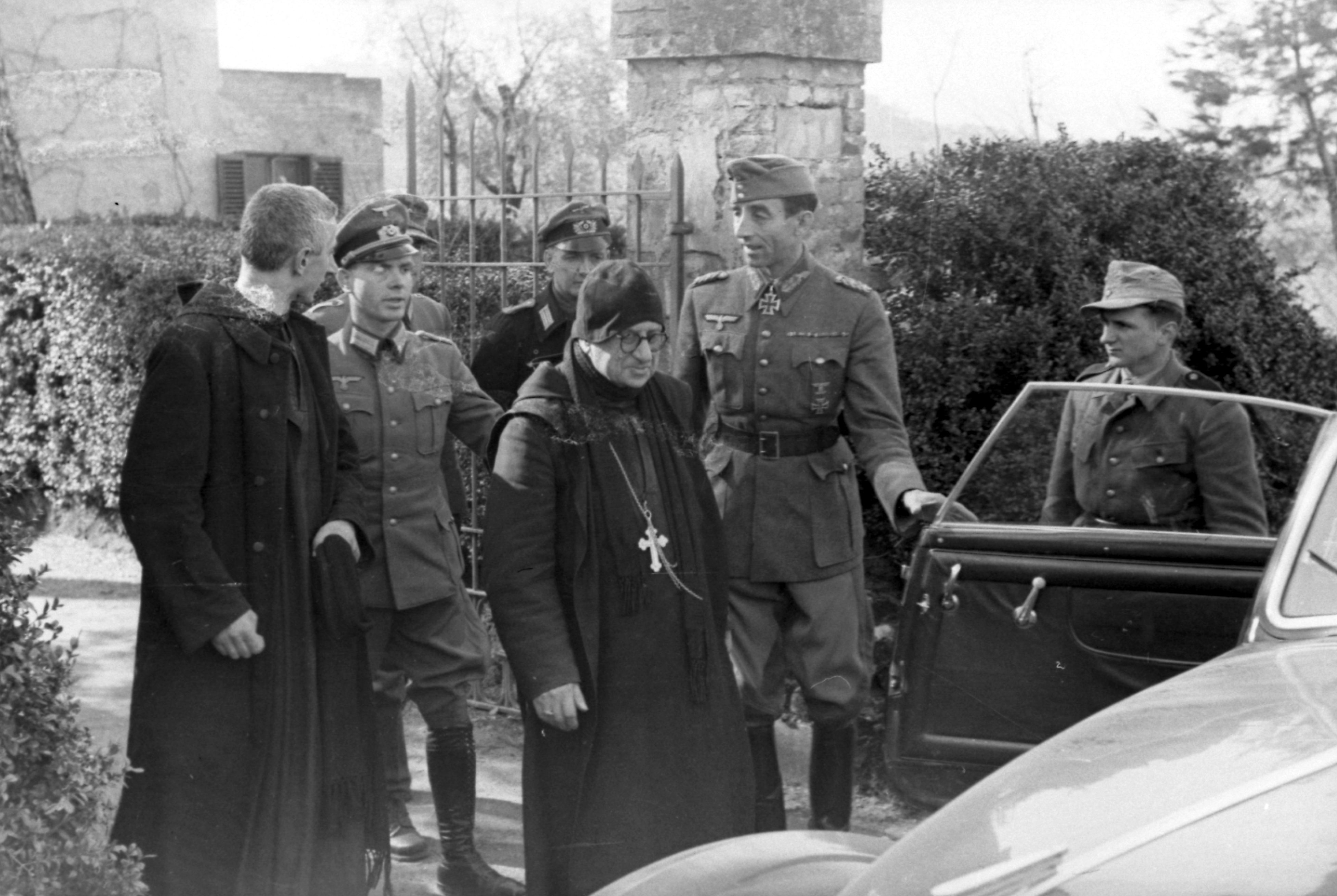
在義大利的森格尔（在为卡西诺山修道院住持开车门）

儘管森格尔是反對希特勒和納粹主義的將領，他並未涉入1944年的7月20日密謀案。然而由於他的反對態度，使得他在軍事上的成就表現受到了德國當局的淡化。1945年5月，森格尔與C集團軍向美軍投降被俘，直到1947年才被釋放。
戰後森格尔出版了自己的回憶錄：《無懼與無望》（Neither Fear nor Hope），並繼續鑽研自己的軍事理論。森格尔還曾被英國BBC採訪關於卡西諾戰役的戰事以及1960年參加BBC的「面對面」連戲劇，還有起草希默羅德備忘錄（Himmeroder Denkschrift），幫助西德重新武裝。之後森格尔於1963年1月9日在德國弗賴堡去世，享年71歲。森格尔之子费迪南德·马里亚·冯·森格尔-埃特林（Ferdinand Maria von Senger und Etterlin）為德國聯邦國防軍將領，還是一名軍事作家、北約中歐司令。

## 榮譽
- 鐵十字勳章（1939年）一級與二級。
- 橡葉騎士鐵十字勳章。
  - 於1943年2月8日獲得騎士鐵十字勳章。
  - 於1944年4月5日成為德軍第439位獲得橡葉騎士鐵十字勳章者。
- 於1943年10月5日被《國防軍報》所提及。

## 腳註
1. ↑  a 「Ritter」為指「騎士」頭銜，僅男性擁有；而「Edler」則是一支貴族的名稱[1]。

## 資料來源
1. ↑  .   [2010-06-29]. （原始内容存档于2019-04-24）.
2. ↑  《希特勒的將領》，第362頁。
3. ↑  《希特勒的將領》，第363頁。
4. 1 2  《希特勒的將領》，第364頁。
5. 1 2  《希特勒的將領》，第365頁。
6. ↑  《希特勒的將領》，第366頁。
7. ↑  Fridd von Senger und Etterlin (sic) "Cassino Battles", （页面存档备份，存于） An Cosantoir, n.d.
8. 1 2  Majdalany (1957), p. 46